# 聖女魔咒 (2018年電視劇)
《聖女魔咒》（英語：Charmed）是一部由珍妮·斯奈德·厄曼, 杰西卡·奥图尔和艾米·拉丁開創，於2018年10月14日在The CW開播的美国奇幻剧电视连续剧。 它是由康斯坦斯·M.·比尔格创作的同名WB系列的翻拍，最初于1998年至2006年播出。

## 演員和角色

### 主要
- 梅朗妮·狄亞茲（英语：Melonie Diaz） 飾演 梅兰妮·维拉
- 玛德琳·曼托克（英语：Madeleine Mantock） 飾演 梅西·沃恩
- 莎拉·傑佛瑞 飾演 玛格丽塔·艾米利亚·维拉
- 瑟達留士·布蘭（英语：Ser'Darius Blain） 飾演 高尔文·柏德特
- 艾伦·塔玛基 飾演 尼科·哈马达
- 魯伯特·埃文斯 飾演 哈里·格林伍德
- 尼克·哈格罗夫 飾演 帕克·凯恩

### 定期
- 瓦莱丽·克鲁兹（英语：Valerie Cruz） 飾演 马里索尔·维拉
- 克萊格·帕克 飾演 阿拉斯泰尔·凯恩
- 弗吉尼亚·威廉姆斯（英语：Virginia Williams） 飾演 查丽特·卡拉汉
- 娜塔莉·霍尔（英语：Nathalie Hall） 飾演 露西
- 布兰登·祖布 飾演 特里普·贝利